# Alida Vázquez
Alida Vázquez Ayala (Ciudad de México, 1929-2018) fue una compositora y pianista mexicana-estadounidense. Su carrera comenzó como instrumentista de guitarra y piano, más adelante incursionaría en la composición electrónica, la musicoterapia y la dirección coral.

## Biografía

### Estudios musicales
Vázquez comenzó a estudiar música en México, en el Conservatorio Nacional de Música, entre 1941 y 1947. En el conservatorio tomó clases con Julián Carrillo y Esperanza Cruz. Obtuvo una beca para estudiar en Nueva York en 1948, en la Diller-Quaile Music School. Más tarde, en el City College fue alumna de Mario Davidovski. También estudió música electrónica con Vladimir Ussachevsky.
En 1959 entró a la Universidad de Columbia a la Escuela de Periodismo. En 1960 comienza su labor en la musicoterapia. En 1976 comenzó a dar clases en Bank Street College of Education.
En 1977 realizó estudios en el Columbia–Princeton Electronic Music Center (CPEMC) de Nueva York, donde obtuvo el grado de Doctor of Musical Arts (DMA) en 1979.
Durante su estancia en Nueva York, en 1979, obtuvo una beca de 1,000 dólares otorgado por la National League of American Pen Women Inc. Con la beca, realizó una pieza mixta, para orquesta y música electrónica, pensada para una coreografía de danza. En la parte dancística colaboró con Claudia Gitelman.

### Vida personal
Esperanza Pulido, que era su amiga, señala que Alida Vázquez era una mujer optimista, alegre e ingeniosa. Tenía perros y gatos en su departamento de Manhattan, el cual ocupó alguna vez Alma Mahler. Ella misma señaló sobre su rutina: "Riego mi jardincito a las 6.30 a .m.; luego me voy al parque con los perros; regreso y después de desayunar, me desaparezco con la obscuridad y la luz electrónica".

## Obra
Sobre la obra Alida Vázquez, Stevenson señala:
[...] su obra de compositora muestra notable energía rítmica; por ejemplo, en su Pieza para clarinete y piano (1971), en dos movimientos, después de la introducción con un solo de clarinete que presenta varias exposiciones sucesivas de frases de 12 notas, los instrumentos continúan en un dúo constante cambiando el metro; y el segundo movimiento, Giocoso energico, está en un metro de 3/8 que se intercala con ritmos de danza irregulares [...] Por otro lado, su Música para siete instrumentos (quinteto de maderas con trompeta y viola), es también una pieza en dos movimientos, de carácter luctuoso (la partitura está dedicada a la memoria de la hermana de la autora), en que la viola y el fagot hacen obbligati muy sensibles; la exploración de motivos rítmicos consigue eventualmente gran vitalidad [...]

### Lista de obras
- Acuarelas de México (1970). Ciclo de canciones
- Pieza para clarinete y piano (1971)[8]
- Música para siete instrumentos (1974). Quinteto de maderas con trompeta y viola
- Electronic Moods and Piano Sounds (1977)[5]
- Bag (danza moderna) (1980)[5]
- Danzas de la Vida y de la Muerte (1984?)[5]
- Two Electronic Dances: “Who?” and “It’s Me” (fecha desconocida)[5]